# Stellaria australis
Stellaria australis är en nejlikväxtart som beskrevs av Heinrich Zollinger och Mor. Stellaria australis ingår i släktet stjärnblommor, och familjen nejlikväxter. Inga underarter finns listade i Catalogue of Life.